# 海灣低鰭鯧
海灣低鰭鯧為輻鰭魚綱鱸形目鯧亞目鯧科的其中一種，分布於西大西洋的墨西哥灣海域，棲息深度2-275公尺，體長可達25公分，棲息在沙泥底質的中底層海域，成群活動，幼魚常躲於水母及植物叢下，成魚以水母、甲殼類、魚類等為食，可做為食用魚。

## 擴展閱讀
維基物種上的相關：海灣低鰭鯧